# بهادر مولایی
بهادر مولایی (زاده ۱ فروردین ۱۳۷۱ در بابلسر) وزنه‌بردار اهل ایران است که در مسابقات جهانی ۲۰۱۳ مدال نقره را به دست آورده‌است.
بهادر مولایی در سن ۲۶ سالگی از دنیای قهرمانی خداحافظی کرد و تصمیم به ادامه کار در عرصه مربیگری گرفت.

## نتایج
| سال                   | مکان                         | وزن          | یک‌ضرب (کیلوگرم) | یک‌ضرب (کیلوگرم) | یک‌ضرب (کیلوگرم) | یک‌ضرب (کیلوگرم) | دوضرب (کیلوگرم) | دوضرب (کیلوگرم) | دوضرب (کیلوگرم) | دوضرب (کیلوگرم) | مجموع        | رتبه         |
| سال                   | مکان                         | وزن          | ۱               | ۲               | ۳               | رتبه            | ۱               | ۲               | ۳               | رتبه            | مجموع        | رتبه         |
| قهرمانی جهان          | قهرمانی جهان                 | قهرمانی جهان | قهرمانی جهان    | قهرمانی جهان    | قهرمانی جهان    | قهرمانی جهان    | قهرمانی جهان    | قهرمانی جهان    | قهرمانی جهان    | قهرمانی جهان    | قهرمانی جهان | قهرمانی جهان |
| --------------------- | ---------------------------- | ------------ | --------------- | --------------- | --------------- | --------------- | --------------- | --------------- | --------------- | --------------- | ------------ | ------------ |
| ۲۰۱۳                  | وروتسواف، لهستان             | +۱۰۵ کیلوگرم | ۱۹۵             | ۲۰۰             | ۲۰۳             | 2               | ۲۴۱             | ۲۵۵             | ۲۶۱             | 1               | ۴۵۸          | 2            |
| ۲۰۱۵                  | هیوستون، ایالات متحده آمریکا | +۱۰۵ کیلوگرم | ۱۷۶             | ۱۷۶             | ۱۸۰             | ۱۷              | ۲۳۰             | ۲۴۵             | ۲۴۵             | ۱۱              | ۴۰۶          | ۱۵           |
| بازی‌های آسیایی        |                              |              |                 |                 |                 |                 |                 |                 |                 |                 |              |              |
| ۲۰۱۴                  | اینچئون، کره جنوبی           | +۱۰۵ کیلوگرم | ۱۷۰             | ۱۷۷             | ۱۸۳             | ۷               | --              | --              | --              | --              | --           | --           |
| قهرمانی آسیا          |                              |              |                 |                 |                 |                 |                 |                 |                 |                 |              |              |
| ۲۰۱۱                  | تانگلینگ، چین                | +۱۰۵ کیلوگرم | ۱۶۵             | ۱۷۱             | ۱۷۶             | ۴               | ۲۱۰             | ۲۱۷             | ۲۲۲             | 3               | ۳۹۸          | 2            |
| ۲۰۱۳                  | آستانه، قزاقستان             | +۱۰۵ کیلوگرم | ۱۸۵             | ۱۸۶             | ۱۹۳             | 2               | ۲۳۲             | ۲۳۲             | ۲۳۲             | --              | --           | --           |
| ۲۰۱۵                  | استان پوکت، تایلند           | +۱۰۵ کیلوگرم | ۱۷۸             | ۱۸۵             | ۱۸۵             | 3               | ۲۲۶             | ۲۳۶             | ۲۴۰             | 2               | ۴۱۴          | 2            |
| ۲۰۱۶                  | تاشکند، ازبکستان             | +۱۰۵ کیلوگرم | ۱۸۰             | ۱۸۵             | ۱۸۹             | ۷               | ۲۳۰             | ۲۴۰             | ۲۴۷             | 1               | ۴۲۷          | 3            |
| یونیورسیاد            |                              |              |                 |                 |                 |                 |                 |                 |                 |                 |              |              |
| ۲۰۱۳                  | قازان، روسیه                 | +۱۰۵ کیلوگرم | ۱۸۷             | ۱۹۳             | ۱۹۶             | ۳               | ۲۳۵             | ۲۵۴             | ۲۶۴             | ۱               | ۴۵۰          | 2            |
| جام فجر               |                              |              |                 |                 |                 |                 |                 |                 |                 |                 |              |              |
| ۲۰۱۶                  | تهران، ایران                 | +۱۰۵ کیلوگرم | ۱۷۶             | ۱۸۱             | ۱۹۰             | 2               | ۲۳۰             | ۲۴۹             | ۲۴۹             | 1               | ۴۱۱          | 2            |
| قهرمانی جوانان جهان   |                              |              |                 |                 |                 |                 |                 |                 |                 |                 |              |              |
| ۲۰۰۹                  | بخارست، رومانی               | ۱۰۵ کیلوگرم  | ۱۴۰             | ۱۴۵             | ۱۵۰             | ۶               | ۱۸۲             | ۱۸۲             | ۱۸۲             | --              | --           | --           |
| ۲۰۱۰                  | صوفیه، بلغارستان             | +۱۰۵ کیلوگرم | ۱۵۸             | ۱۶۱             | ۱۶۶             | ۶               | ۲۰۰             | ۲۰۵             | ۲۰۸             | 3               | ۳۶۹          | ۵            |
| ۲۰۱۱                  | پنانگ، مالزی                 | +۱۰۵ کیلوگرم | ۱۶۷             | ۱۷۳             | ۱۷۷             | 2               | ۲۱۳             | ۲۲۵             | ۲۳۱             | 1               | ۴۰۸          | 1            |
| ۲۰۱۲                  | Antigua, گواتمالا            | +۱۰۵ کیلوگرم | ۱۷۵             | ۱۸۰             | ۱۸۵             | 3               | ۲۳۲             | ۲۴۱             | ۲۴۱             | 2               | ۴۱۷          | 2            |
| قهرمانی نوجوانان جهان |                              |              |                 |                 |                 |                 |                 |                 |                 |                 |              |              |
| ۲۰۰۹                  | چیانگ مای، تایلند            | +۹۴ کیلوگرم  | ۱۴۶             | ۱۵۰             | ۱۵۵             | 1               | ۱۸۰             | ۱۹۰             | ۲۰۰             | 1               | ۳۴۵          | 1            |